# 田中素子
田中 素子 (たなか もとこ、1958年4月22日 - )は、日本の検察官、弁護士。女性初の特別捜査部部長、京都地方検察庁検事正、神戸地方検察庁検事正。退官後、関西電力取締役、京都銀行監査役。

## 人物・経歴
大阪府出身。大阪府立北野高等学校を経て、関西大学法学部を卒業後、1988年に検事任官。長崎地方検察庁次席検事、大阪地方検察庁刑事部副部長、同特別捜査部副部長、神戸地方検察庁総務部長などを経て、2009年女性初の特捜部長として名古屋地方検察庁特捜部長。
大阪地方検察庁交通部長、公安部長、刑事部長、大阪高等検察庁刑事部長、東京高等検察庁検事を経て、2015年松江地方検察庁検事正。2016年最高検察庁検事。2017年水戸地方検察庁検事正。
2018年京都地方検察庁検事正。2019年神戸地方検察庁検事正。2020年退官、片山・平泉法律事務所客員弁護士（大阪弁護士会）。2021年京都銀行監査役、学校法人滋慶京都学園第三者委員会委員。2023年関西電力取締役。